# Club Sportivo Luqueño
O Club Sportivo Luqueño é um clube de futebol paraguaio. Fundado em 1 de maio de 1921, na cidade de Luque, fruto da fusão de três rivais da cidade: Club Marte Atlético, Club Vencedor e Club General Aquino.  Manda seus jogos no Estádio Feliciano Cáceres, com capacidade para 27.000 pessoas. 
Sua principal atividade é futebol profissional, participantes da Primeira Divisão do Paraguai, uma categoria que conquistou até agora três títulos oficiais absolutos e 6 vice-campeonatos; Ele é até agora o primeiro clube não e do Assunção que ganhou o campeonato nacional oficial.
Também participou em varias Taça Libertadores a última foi, Taça Libertadores da América de 2008. Ele é atualmente considerado um dos clubes mais populares do Paraguai, atrás de Olimpia e Cerro Porteno.

## História
Durante os anos 1900, e o futebol começou a ser praticado no Paraguai; na cidade de Assunção, e o primeiro jogo de futebol realizado em 23 de Novembro de 1901, contestado por equipes formadas por estudantes da Escola Normal de Professores, uma dessas equipes equipes consistiu na então Luqueño estudante, Luis Echauri, foi contestado que mais tarde foi prefeito da cidade de Luque, sendo a primeira Luqueño jogador de futebol.
Em Luque, o clube "Marte Atletico", em 1907, a empresa foi fundada "O Vencedor" e depois o "General Aquino" todos os rivais até a 01 de maio de 1921 é fundada principalmente em 17 de setembro de 1904 esportes luqueña, em um exemplo de grandeza, adornado toda a cidade para fundir em um clube, que desde então é o próspero coração, a alma da cidade. O primeiro presidente do clube foi Celestino Aguero e capitão geral foi Feliciano Cáceres.
Ele começou a participar na segunda divisão do mesmo ano, sendo campeão em sua terceira incursão (1924), que atingiu ao lado da Primeira Divisão, de Honor. Com este ano reafirmar seu status como o primeiro clube de interior alcançar esse mérito, como o Marte Atletico (antecessor) fez em 1.917.
A grande era ocorreu 1951-1953 pela mão do presidente e ex-jogador Clube Dr. Pedro Pablo Gómez Armoa então alcançou dois títulos absolutos (1951 e 1953) e um título de honra (última plaqueta Millington Drake, 1953) . Logo depois, ele sofreu sua primeira grande decepção, porque, em 1955, ele teve que descer (o mesmo ano como o Sportivo San Lorenzo). Ele voltaria a primeira depois de apenas um ano de ausência. Em 1963 ele desceu campeão de novo e novamente à esquerda no próximo ano, mas perdeu a promoção contra Rubio Ñú clube, continuou na segunda divisão até o seu retorno para o seu quarto campeonato nessa categoria em 1.968.
Desde 1969, o Sportivo Luqueño ainda na primeira divisão e tem participado em várias competições internacionais, e suas mais importantes realizações locais os vice-campeao 1975, 1983, 2001 e 2007

## Escudo Clube

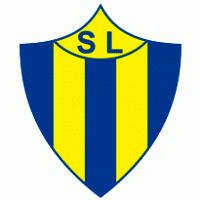
Clube Sportivo Luqueño logo 1921

Desde o nascimento do clube ter sido diferentes modelos e versões do escudo, mas sempre azul e amarelo. As datas atuais de 2007. Nela, a união dos três clubes com estrelas douradas, centro do nome do clube e do ano de fundação é representada. Toda a composição é enquadrado na guarnição do ouro.

## Música Clube
O hino oficial do Sportivo Luqueño foi criado nas primeiras décadas do clube, onde um grupo de músicos e artistas Luqueños fãs, eles decidiram fazer uma rocha na véspera do aniversário do clube. Nesta ocasião, foram revelados vários música dedicada à instituição na qual eu enfatizo a canção pelo músico Juan Bautista Almiron Luqueño. causando assim a euforia dos presentes, que acompanhou com palmas e cantando.

## Torcida Do Clube

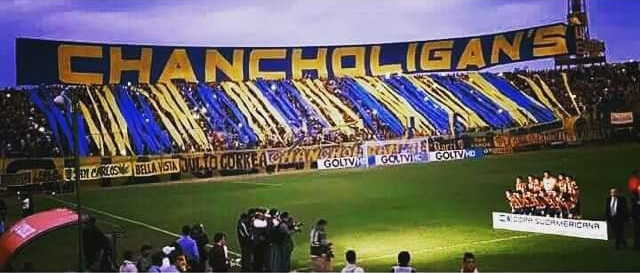
Fans Club Sportivo Luqueño

Se já havia uma significativa seguidores olhar o seu massa cedo, ainda nao tinha uma boa organização, incluindo os fãs, mas o batucatada de 83/84 foi muito importante naqueles dias. Batucada clube que acompanhou a Copa Libertadores da América de 1984 na Argentina.  
Em seguida, o final dos anos 80 `começos e 1990 surgiram vários comités de fãs que em breve estes comités previstos bairros de apoio da cidade de Luque para organizar, dando assim os fãs origem organizada do equipamento que logo foi batizado pelo jornalista Julio González Cabello como "Chancholigans", devido à sua semelhança com o Inglês. São reconhecidos "hooligan" por sua enorme fanatismo e lealdade, porque apesar de suas luvas desportivas parcos se inchado classifica como um dos mais populares do país ao lado de Cerro Porteño e Olimpia-los.
Em princípio, o Chancholigan foram comandados pelo lendário "Mariscal" Acosta, que morreu tragicamente afogado em 1991, em seguida, a barra de leilão queda desmiolado que 90 mediadas Ña Perla Gavigan assumiu o controle da barra tornando-se a primeira mulher a ser chefe de um bar, a reorganização da estrutura e formando Bayo.
No meio da década de 2000 os seus problemas internos surgir no torcida organizada por ele, que é dividido em bares, Chancholigan de, liderados por "joselo" Flores e Bayo, liderados por NA Perla Gavigan. Ambos os bares foram muitos confrontos entre eles e os outros torcidas, especialmente com Cerro Porteno (Commando, La Plaza) e o Olimpia (La Barra de la "O"),: Além de fortes confrontos com a polícia. Devidos pelos tumultos hooligan Estadio Feliciano Caceres foi suspenso por várias datas em 2010, 2011 e 2012.
De 2008 a ter unificado os nomes dos fãs em "A Torcida Tem aguante", dirigido por Tote Cáceres, mas os problemas continuaram presos. Em 2012, a BAYO se dissolveu, deixando como o único bar organizado Chancholigans. Um fato curioso é que este é Ano torcida para carregar recolher e fundos para pintar e embelezar as instalações e o estádio, que deve a negligência por parte do comitê executivo liderado por Fernando Gonzalez Karjallo que ocupou durante os muitos anos em instalações totais de abandono clube edilicias.
Em 2013 Torneio Clausura Clube Tribute perceber o que os fãs para a sua inclusão de "Chancholigan" na parte de trás do esporte oficial remador. Primeira vez no futebol paraguaio para ver isso.
Hoje, (2016) "Torcida" por Caceres Chancholigans sacos, e a primeira linha com problemas internos e retorno da suposta divisão no comando de José Balboa.

## Vestuário e Patrocinadores
Desde o início, o design era sempre listras verticais de azul e amarelo, e às vezes usava a camisa ou a camisa como uma alternativa de meio azul e a outra amarela nos anos 50. Mas o design tradicional do clube sempre era usado, e Era constituído por listras verticais azuis e amarelas, que com o tempo seriam as cores representativas, que identificam a cidade de Luque.
| Periodo     | Proveedor      |
| ----------- | -------------- |
| 1982        | Le Coq Sportif |
| 1984 - 1988 | Textil Parana  |
| 1989 - 1991 | Puma           |
| 1992        | Lotto          |
| 1993        | Le Coq Sportif |
| 1994- 1995  | Puma           |
| 1996        | Lotto          |
| 1997 - 1999 | Topper         |
| 2000 - 2005 | Puma           |
| 2006        | Lotto          |
| 2007 - 2019 | Puma           |
| 2020        | Lotto          |
| 2021        | Kyros          |

## Competições Internacionais
| Torneio                      | TJ | PJ | PG | PE | PP | GF | GC | DG  | Puntos |
| ---------------------------- | -- | -- | -- | -- | -- | -- | -- | --- | ------ |
| Taça Libertadores da América | 3  | 18 | 3  | 4  | 11 | 15 | 30 | -15 | 13     |
| Taça Sudamericana            | 3  | 14 | 6  | 6  | 2  | 20 | 11 | 9   | 24     |
| Taça Conmebol                | 2  | 6  | 2  | 1  | 3  | 8  | 12 | -4  | 7      |
| Total                        | 7  | 38 | 11 | 11 | 16 | 43 | 52 | -9  | 44     |

## Títulos
- Campeonato Paraguaio Primeira Divisão (3): 1951, 1953, 2007 (apertura)
- Campeonato Paraguaio Segunda Divisão (4): 1924, 1956, 1964, 1968

## Estatísticas
| Torneios Nacional Oficial          | Torneios Nacional Oficial        | Torneios Nacional Oficial |
| Competições                        | Títulos                          | Sub-campeao               |
| ---------------------------------- | -------------------------------- | ------------------------- |
| Primeira Divisão do Paraguai (2/4) | 1951, 1953                       | 1975, 1983, 2001, 2007    |
| Torneio Apertura                   | 2007                             | 1996, 1998, 2001          |
| Segunda Divisão do Paraguai        | 1924 (Invicto), 1956, 1964, 1968 |                           |
| Plaqueta Millington Drake          | 1953                             |                           |
| Torneio República                  |                                  | 1990, 1992                |

| Torneios Nacional Amistosos | Torneios Nacional Amistosos | Torneios Nacional Amistosos |
| Competições                 | Títulos                     | Sub-campeao                 |
| --------------------------- | --------------------------- | --------------------------- |
| Taça Filigrana              | 2001 (Invicto)              |                             |

| Torneios Internacionales    | Torneios Internacionales | Torneios Internacionales |
| Competições                 | Títulos                  | Sub-campeao              |
| --------------------------- | ------------------------ | ------------------------ |
| Taça do Verano 2015 Uruguai |                          | 2015                     |